# Qeshlāq-e Shakar
Qeshlāq-e Shakar (persiska: قِشلاقِ شَكور, قشلاق شکر, Qeshlāq-e Shakūr, قِشلاق) är en ort i Iran.   Den ligger i provinsen Västazarbaijan, i den nordvästra delen av landet, 600 km väster om huvudstaden Teheran. Qeshlāq-e Shakar ligger 1 293 meter över havet och antalet invånare är 138.
Terrängen runt Qeshlāq-e Shakar är platt åt sydost, men åt nordväst är den kuperad.Runt Qeshlāq-e Shakar är det ganska tätbefolkat, med 185 invånare per kvadratkilometer. Närmaste större samhälle är Nūshīn Shar, 4,4 km väster om Qeshlāq-e Shakar. Trakten runt Qeshlāq-e Shakar består till största delen av jordbruksmark.